# Toodyay
Toodyay, tidligere kaldt Newcastle mellem 1860 og 1910, er en by nær Avon River i området Wheatbelt i Australiens delstat Western Australia. Byen ligger 85 kilometer nordøst for Perth.
Den første europæiske bosættelse i Toodyay  fandt sted i området i 1836. Efter oversvømmelser i 1850'erne blev byens centrum flyttet til sin nuværende placering i 1860'erne. Byen er forbundet med Perth via jernbane og vej. I løbet af 1860'erne boede bushrangeren Moondyne Joe i byen.

## References
1. ↑  "Name of Town Changed". Kalgoorlie Miner. WA: National Library of Australia. 5. maj 1910. s. 6. Hentet 4. marts 2014.
2. ↑  "Wheatbelt North Region". Mainroads – Western Australia. august 2008. Hentet 30. december 2009.

31°33′S 116°27′Ø / 31.55°S 116.45°Ø